# 水麻
水麻（学名：Debregeasia orientalis）是荨麻科水麻属的植物。分布在日本、台湾以及中国大陆的西藏、贵州、湖北、陕西、四川、广西、云南、甘肃、湖南等地，生长于海拔300米至2,800米的地区，常生长在溪谷河流两岸潮湿地区，目前尚未由人工引种栽培。
其种加词“orientalis”意为“东方的”。
水麻果實可食用，清甜可口，俗稱柳莓。枝、葉及根均可入藥。此外，莖皮纖維可製繩索：莖皮含纖維量約 35%，可為苧麻之代用品。

## 别名
柳莓（中国植物图鉴） 比满（苗族名）

## 异名
- Debregeasia edulis auct. non (Sieb. et Zucc.) Wedd.:Forber et Hemsl.

## 圖片

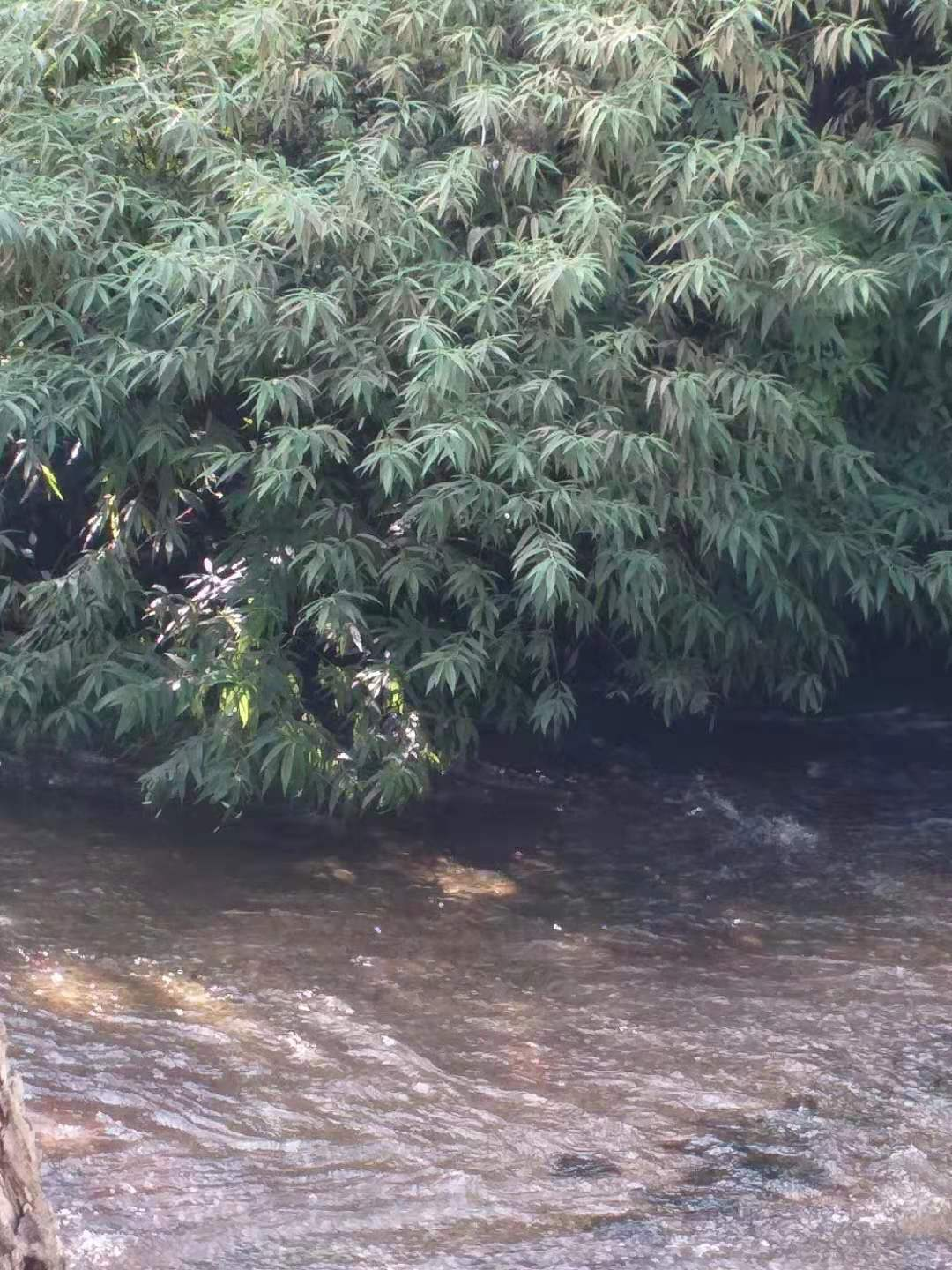
攝於雲南麗江，中國
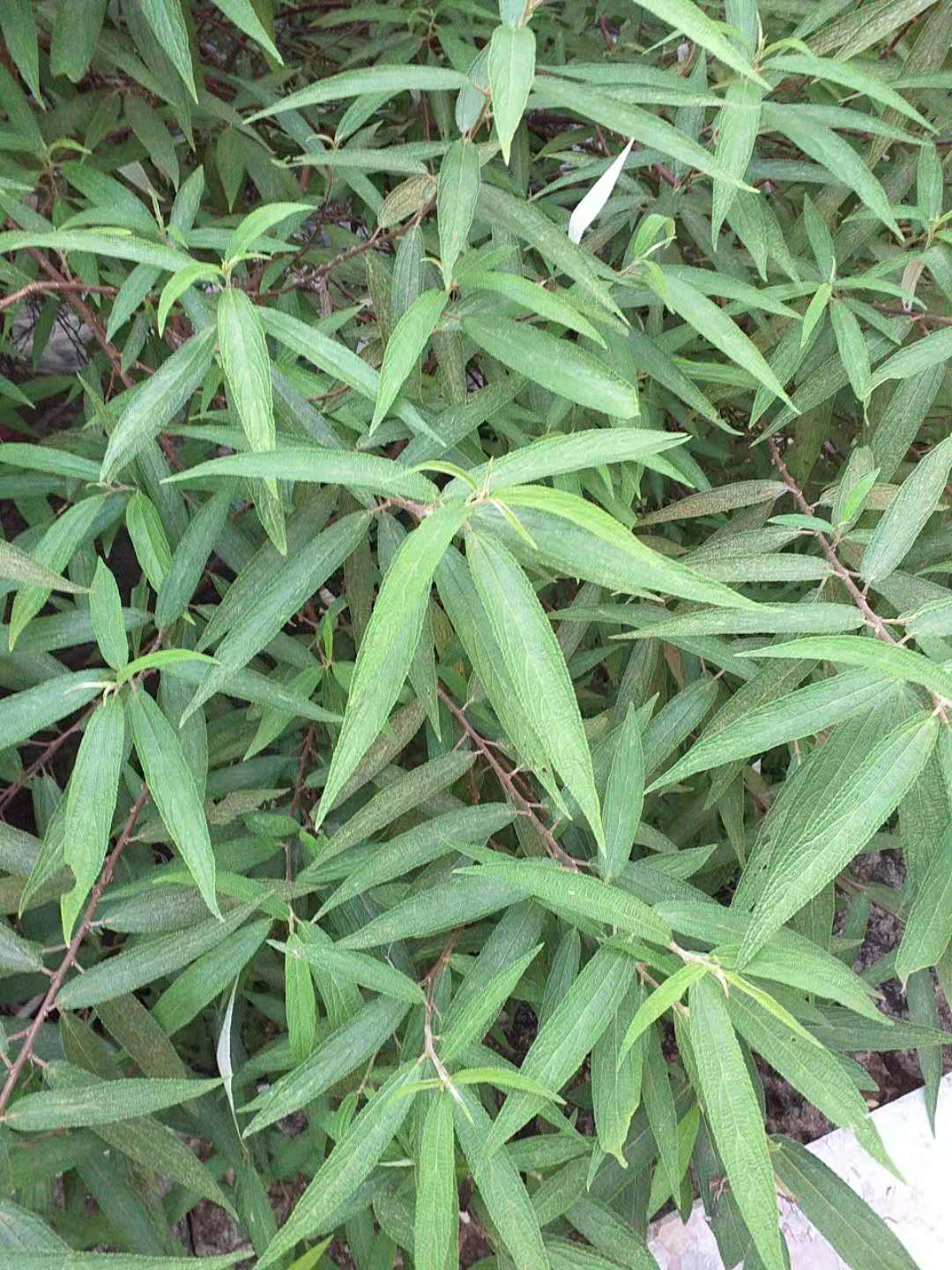
攝於雲南麗江，中國
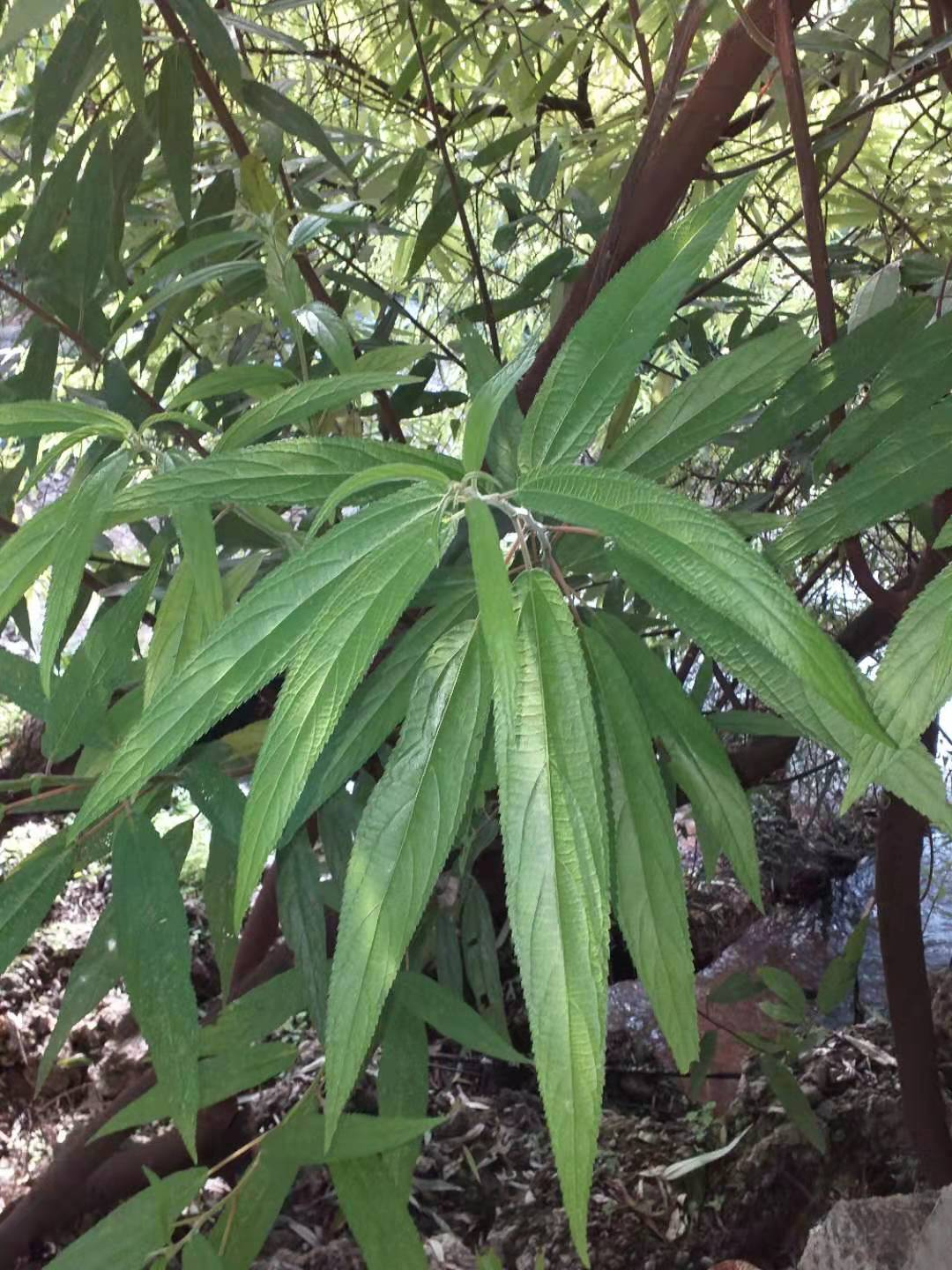
攝於雲南麗江，中國
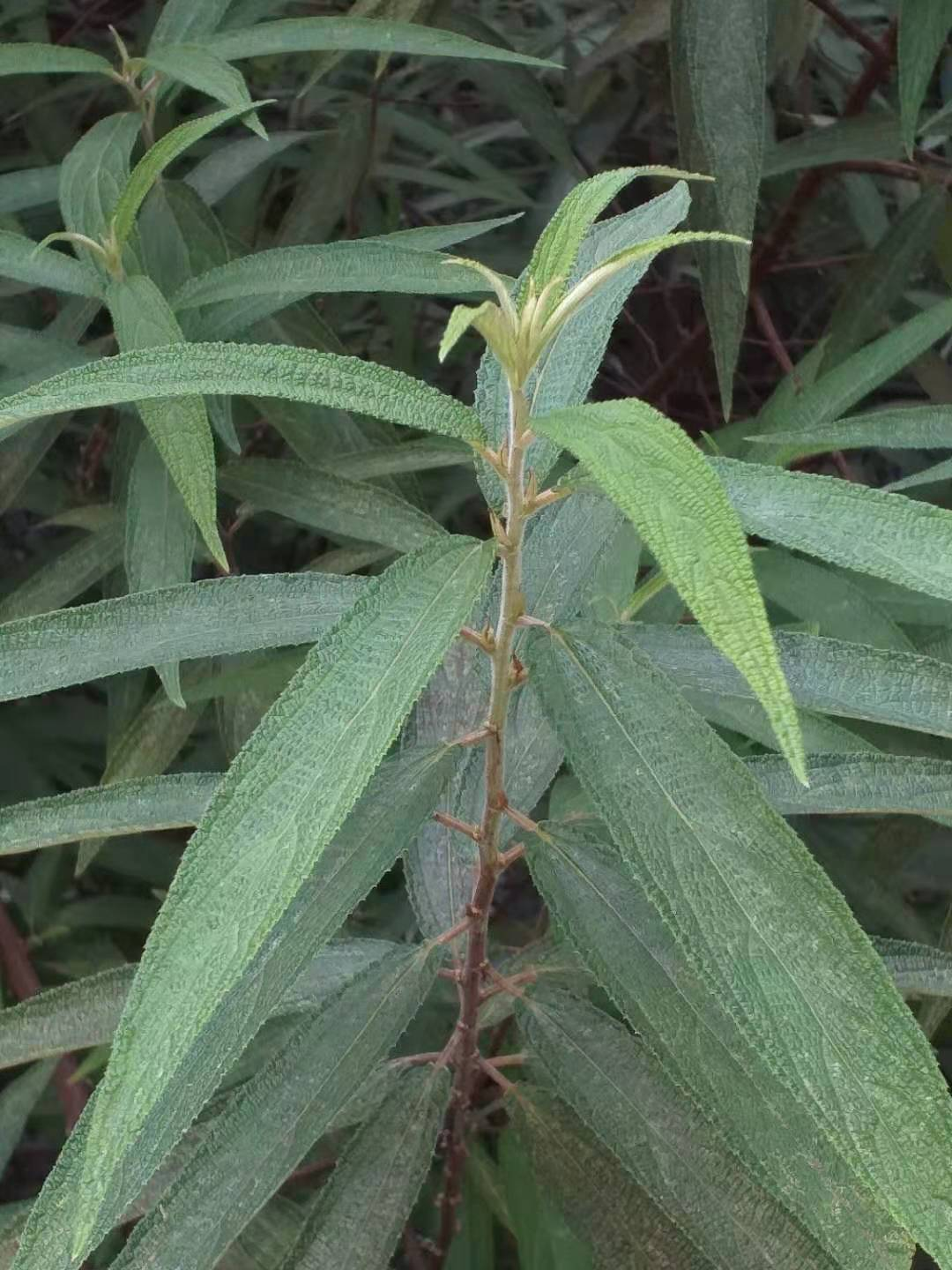
攝於雲南麗江，中國
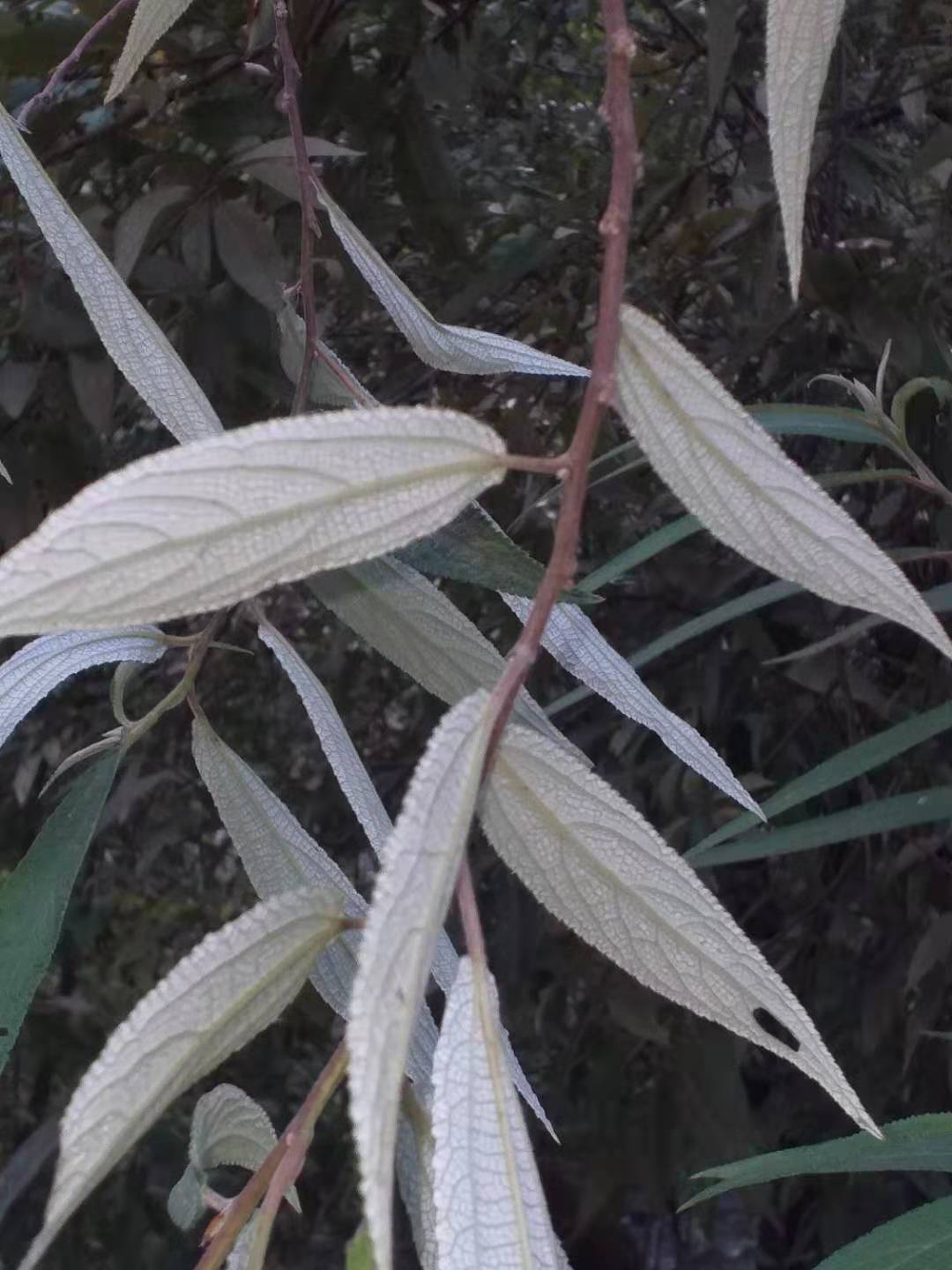
攝於雲南麗江，中國

## 引文出處
1. ↑  . （原始内容存档于2019-09-08）.